# Lorine Kaei
Lorine Chebet Kaei, född 8 oktober 1999, är en kenyansk volleybollspelare (center). 
Kaei har spelat med landslaget i bland annat OS 2020  och VM 2018 och 2022. På klubbnivå har hon spelat med klubbar i Kenya.